# 西西里山
85°52′S 174°15′E / 85.867°S 174.250°E
西西里山（英語：Mount Cecily）是南極洲的山峰，位於杜費克海岸，屬於格羅夫納山脈的一部分，處於雷蒙德山西北面5公里，海拔高度2,870米，由英國探險隊發現。